# Trèves-Cunault
Pour les articles homonymes, voir Trèves.
Trèves-Cunault est une ancienne commune de Maine-et-Loire. Elle a existé de 1839 à 1973. Elle résultait elle-même de la fusion  en 1839 des communes de Trèves et de Cunault. En 1973 elle a fusionné avec la commune de Chênehutte-les-Tuffeaux pour former la nouvelle commune de Chênehutte-Trèves-Cunault.